# Tweede zaak-Geert Wilders

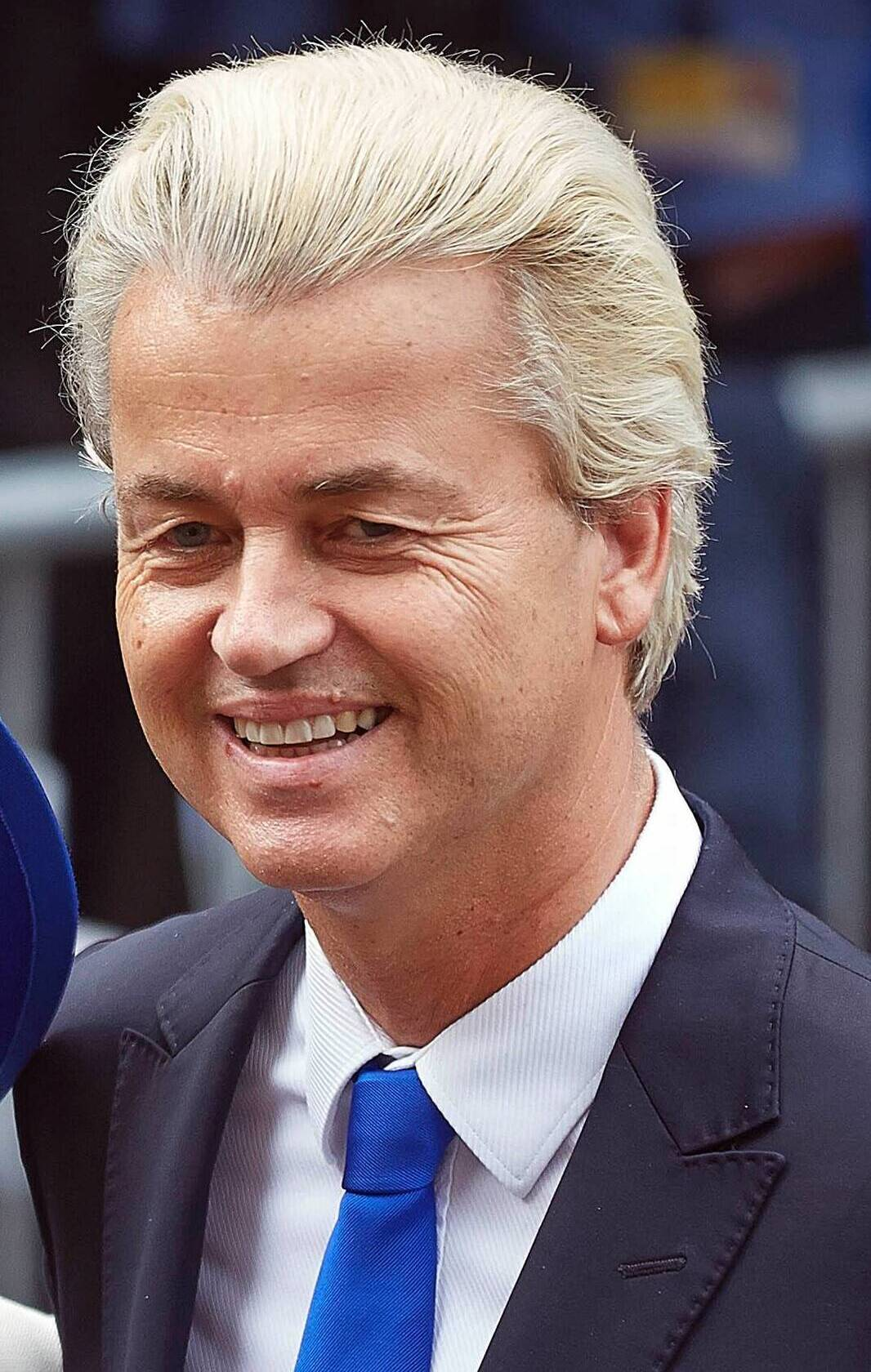
Geert Wilders

De zaak-Geert Wilders is het tweede strafproces tegen het Nederlandse Tweede Kamerlid Geert Wilders, partijleider van de Partij voor de Vrijheid (PVV), die werd verdacht van groepsbelediging en aanzetten tot haat en discriminatie en voor groepsbelediging en discriminatie ook werd veroordeeld. Bij een eerder proces, de eerste zaak-Geert Wilders uit 2010/2011 was Wilders vrijgesproken van dezelfde aanklachten. Het proces in de tweede zaak speelde vanaf 2014.

## Achtergrond
De rechtstreekse aanleiding was Wilders' zogenaamde "minder Marokkanen"-uitspraak, die hij deed tijdens de uitslagenavond van de gemeenteraadsverkiezingen van maart 2014. Tijdens de uitslagenavond op 19 maart 2014, waarbij de PVV meedeed in de gemeenten Den Haag en Almere, sprak Wilders een café vol PVV-aanhangers toe en vroeg hun of ze meer of minder Marokkanen wilden. Het publiek scandeerde 'minder', waarop Wilders antwoordde "Nah, dan gaan we dat regelen."
Tijdens een interview, en later nogmaals in een persconferentie op 22 maart 2014, gaf Wilders te kennen dat hij uitsluitend criminele Marokkanen wilde uitzetten. Hij merkte daarbij op dat hij dit niet zo had hoeven te verwoorden in zijn toespraak, omdat hij naast het uitzetten van deze groep tevens een immigratiestop wenste en daarnaast het bevorderen van remigratie tot hoofdthema wilde maken. Die drie punten samen zouden volgens Wilders leiden tot minder Marokkanen in Nederland en hij had zijn woorden dus naar zijn eigen mening zorgvuldig gekozen.
De eerste dagen na de gemeenteraadsverkiezingen was Wilders vanwege zijn uitspraken veelvuldig in het nieuws. Mark Rutte en Lodewijk Asscher verklaarden dat de VVD en het voltallige kabinet de uitspraken van Wilders afkeurden. Voor het eerst in zijn geschiedenis nam RTL Nieuws stelling in een open brief. In de Duitse media werd Wilders' toespraak vergeleken met de beruchte Sportpalastrede van Joseph Goebbels ("Wollt ihr den totalen Krieg?"). Er kwamen duizenden aangiften van discriminatie binnen bij het Openbaar Ministerie. Op 21 maart 2014 stapten meerdere volksvertegenwoordigers van de PVV uit de Kamer-, Staten-, Europese en gemeenteraadsfracties van de PVV. Wilders gaf aan zijn uitspraak niet terug te nemen, noch zijn excuses hiervoor aan te bieden, omdat hij van mening was niets gedaan te hebben dat in strijd was met de Nederlandse wet.
Uiteindelijk besloot het Openbaar Ministerie in december 2014 dat Wilders vanwege de "minder Marokkanen"-uitspraak moest worden vervolgd.

## Verloop van het proces in eerste aanleg
In maart 2016 werd bekend dat het OM koos voor een brede aanklacht, omdat Wilders een grote groep mensen had beledigd en had aangezet tot haat en discriminatie. De aanklacht bestond uit vier verschillende juridische varianten: primair medeplegen, subsidiair plegen, meer subsidiair uitlokking en meest subsidiair doen plegen.
Op 18 maart 2016 was de eerste openbare zitting in het strafrechtelijk proces. Hierin werd Wilders bijgestaan door advocaat Geert-Jan Knoops. Het eigenlijke proces begon op 31 oktober 2016. Wilders en zijn advocaat vroegen in mei 2016 de rechtbank om drieënhalve maand uitstel van het proces, maar dit verzoek werd afgewezen. Wel kreeg Wilders extra tijd om zijn verweer te voeren.
Al op de eerste zitting van 18 maart verzocht Wilders om rechter Elianne van Rens te vervangen vanwege haar kritiek op de partij van Wilders, de PVV in het tv-programma Kijken in de ziel. Op 3 november 2016 verzocht advocaat Geert-Jan Knoops namens Wilders om rechter Van Rens te doen wraken. Zij zou de schijn van partijdigheid op zich hebben geladen bij de bevraging van getuige-deskundige Paul Cliteur. De wrakingskamer wees op 4 november 2016 het wrakingsverzoek af, want zij zag geen schijn van vooringenomenheid. Wel gaf rechter Van Rens schriftelijk toe dat ze een fout gemaakt had bij de ondervraging van Cliteur.
Het OM eiste op 17 november 2016 een boete van 5000 euro tegen Geert Wilders. Volgens het OM had Wilders zich op 12 maart 2014 op de Loosduinse markt schuldig gemaakt aan groepsbelediging van Marokkanen en tijdens de uitslagenavond op 19 maart 2014 aan groepsbelediging van en aanzetten tot haat en discriminatie tegen Marokkanen.
Op de laatste dag van de zitting hield Wilders, die gedurende de inhoudelijke behandeling van de zaak niet in de rechtbank aanwezig was geweest, een toespraak van ongeveer een half uur. Hij noemde de zaak tegen hem 'walgelijk', een 'aanfluiting' en een 'blamage'. Verder verklaarde hij dat hij alleen gestopt kon worden als iemand hem zou vermoorden.

## Uitspraak en overwegingen in eerste aanleg
Op 9 december 2016 deed de rechtbank uitspraak. Geert Wilders werd schuldig bevonden aan groepsbelediging en het aanzetten tot discriminatie, maar werd vrijgesproken van aanzetten tot haat. De rechtbank besloot om geen straf op te leggen. Wilders liet direct na de uitspraak weten in hoger beroep te gaan tegen de uitspraak. Voor het Openbaar Ministerie was dit de belangrijkste reden om zelf ook in hoger beroep te gaan. Zo kan de zaak in volle omvang worden voorgelegd aan het gerechtshof.
Over Wilders' proceshouding merkte de rechtbank op dat zij zijn uitlatingen op Twitter dat de rechtbank een 'neprechtbank' is, dat het vonnis al klaar lag en dat de rechters banden hebben met D66 "een gekozen volksvertegenwoordiger en medewetgever die een te respecteren plaats in de Nederlandse democratische rechtsstaat inneemt, onwaardig [acht]".
Daarnaast overwoog de rechtbank dat er bij de verkiezingsbijeenkomst geen sprake was van het alleen maar stellen van een vraag (namelijk of het publiek meer of minder Marokkanen wilde), maar van een vooraf geregisseerde interactie met het publiek. Ook ging de rechtbank in op de vraag of de term Marokkanen zoals door Wilders gebruikt, een ras aanduidt. Onder de omstandigheden van de verkiezingsbijeenkomst was het oordeel van de rechtbank dat de door verdachte gebruikte term ‘Marokkanen’ verwijst naar de kenmerken ‘afkomst’, ‘nationale afstamming’ en ‘etnische afstamming’, waarmee sprake is van een ‘ras’ in de zin van artikelen 137c en 137d van het Wetboek van Strafrecht.
De rechtbank concludeert dat Wilders zich op 19 maart 2014 te Den Haag, tezamen en in vereniging met anderen, in het openbaar, mondeling, opzettelijk beledigend heeft uitgelaten over een groep mensen, te weten Marokkanen, wegens hun ras en de aanwezigen tevens heeft aangezet tot discriminatie van mensen, te weten Marokkanen, eveneens wegens hun ras. De rechtbank legde geen straf op, vanwege de uitzonderlijke zaak, gelet op de positie van verdachte, die o.a. een democratisch verkozen volksvertegenwoordiger is en leider van de PVV-fractie in de Tweede Kamer. Daarom zocht de rechtbank geen aansluiting bij straffen die in andere zaken zijn opgelegd en volstond met de vaststelling dat verdachte zich als politicus schuldig heeft gemaakt aan groepsbelediging en het aanzetten tot discriminatie. Daarmee acht de rechtbank de verdachte voldoende gestraft.

## Hoger beroep
Ondanks het ontbreken van strafoplegging werd hoger beroep aangetekend, omdat de uitspraak wel een schuldigverklaring inhield. Daarvoor vond een regiezitting plaats in oktober 2017. Bij de aanvang van de inhoudelijke behandeling van het beroep op 17 mei 2018 vroeg Wilders' advocaat om uitstel omdat de verdediging van mening was dat meer tijd nodig was om aangiftes te onderzoeken die gedaan zijn tegen Alexander Pechtold, die gezegd heeft geen Rus te zijn tegengekomen die zijn eigen fout heeft rechtgezet. De rechters negeerden dit verzoek, waarna Wilders een wrakingsverzoek indiende. De meervoudige wrakingskamer besloot op 18 mei 2018 de rechters te wraken omdat er sprake was van een onbegrijpelijke beslissing. Het besluit om het proces niet uit te stellen was dermate beperkt onderbouwd dat de rechters de schijn van vooringenomenheid hadden. De wrakingskamer zei dat niet op voorhand kon worden uitgesloten dat er in elk geval zekere parallellen zijn in de twee zaken doordat er in beide gevallen generaliserend over een bepaalde groep is gesproken.
Op 9 juni 2019, twee weken voor de inhoudelijke behandeling van 25 juni, vroeg Wilders om onderzoek en een parlementaire enquête naar aanleiding van onthullingen van toenmalig minister van Veiligheid en Justitie Ivo Opstelten in september van 2014 wat politieke beïnvloeding zou kunnen betekenen.
Op 4 september 2020 verklaarde het gerechtshof Wilders schuldig aan groepsbelediging voor de ‘minder Marokkanen’ uitlating, zonder oplegging van straf of maatregel.

## Cassatie
Wilders stelde cassatieberoep in tegen het arrest van het gerechtshof d.d. 4 september 2020. Bij arrest van 6 juli 2021 verwierp de Hoge Raad het cassatieberoep. De Hoge Raad overwoog dat ook een politicus zich dient te onthouden van groepsbelediging.:rov 3.11 De Hoge Raad volgde hiermee het advies van de procureur-generaal. De veroordeling is hiermee definitief, al is het mogelijk dat Wilders nog naar het Europees Hof voor de Rechten van de Mens stapt, naar aanleiding van de definitieve uitspraak.